# Păscoaia, Vâlcea
Păscoaia este un sat ce aparține orașului Brezoi din județul Vâlcea, Oltenia, România. Se află în partea de nord a județului, în Munții Lotrului, la vest de valea omonimă. La recensământul din 2002 avea o populație de 211 locuitori.